# Konstantina Katsaiti
Konstantina Katsaiti (19 de maio de 1980) é uma ex-futebolista grega que atuava como defensora.

## Carreira
Konstantina Katsaiti representou a Seleção Grega de Futebol Feminino, nas Olimpíadas de 2004. 